# Ignacy Gloza
Ignacy Andrzej Gloza (ur. 23 lipca 1961 w Gdyni, zm. 4 listopada 2016) – polski hydroakustyk, profesor nadzwyczajny Akademii Marynarki Wojennej im. Bohaterów Westerplatte.

## Życiorys
W latach 1980–1985 studiował w Wyższej Szkole Marynarki Wojennej jako słuchacz podchorąży, na Wydziale Mechaniczno-Elektrycznym. W 1994 uzyskał stopień doktor nauk technicznych w zakresie budowy i eksploatacji maszyn. Służbę w Akademii Marynarki Wojennej rozpoczął w 1996 roku jako adiunkt Zakładu Pól Fizycznych Okrętu AMW. Od 1999 roku pełnił funkcję Kierownika Zespołu Hydroakustyki oraz Kierownika Zakładu Pól Fizycznych Okrętu. W latach 2004–2009 był kierownikiem Zakładu Radiolokacji i Hydrolokacji AMW. W 2009 roku został szefem Zespołu Badawczego, a w 2011 adiunktem– szefem Centrum, dyrektorem Ośrodka Technologii Morskich AMW. W roku 2014 uzyskał stopień doktora habilitowanego nauk technicznych, w dyscyplinie budowa i eksploatacja maszyn, nadany przez Akademię Górniczo Hutniczą w Krakowie oraz mianowany został profesorem nadzwyczajnym AMW. Piastował między innymi funkcję dziekana Wydział Nawigacji i Uzbrojenia Okrętowego Akademii Marynarki Wojennej im. Bohaterów Westerplatte w Gdyni, a także funkcję prorektora do spraw nauki na tejże uczelni. Był wiceprzewodniczącym Oddziału Gdańskiego Polskiego Towarzystwa Akustycznego oraz członkiem Komitetu Akustyki Polskiej Akademii Nauk.